# Djâou (scribe)
Pour les articles homonymes, voir Djaou.
Le scribe Djâou, ou Zau, vivant sous le règne de Pépi II (VIe dynastie), dont on a retrouvé la tombe à Deir el-Gebraoui, est « scribe des Rouleaux divins », « directeur des scribes royaux » et « prêtre lecteur ».
Il semble qu'il est le fils d'Ibi, ou Aba, lui-même fils de Djaou, beau-frère de Pépi Ier. Son fils, aussi nommé Djaou, est enterré avec lui.
Dans une scène de la chapelle de la tombe de Djâou à Deir el-Gebraoui, une danse masculine est rythmée par les battements de mains de huit hommes.